# Сексуална напетост
Сексуална напетост је друштвени феномен који се јавља када две особе ступе у интеракцију и обе осете сексуалну жељу, али се ова жеља одлаже или се никада не дешава. Уобичајени сценарио је када двоје људи функционишу у непосредној близини, као што су партнери за учење, радни партнери, партнери у слободно време или група пријатеља. Али они немају секс да би избегли неугодност или из других разлога, као што су разметање или размишљање о могућим негативним последицама које би могле произаћи из ових поступака. Сексуална напетост нема никакве везе са стварним сексуалним чином, али је она води до тога.
Сексуална напетост се такође може јавити када су две особе имале секс раније и још увек осећају међусобну привлачност, али не желе поново да имају секс из страха да ће то утицати на њихову тренутну друштвену ситуацију (као што је у вези са другим партнером). Такође се може осетити у ситуацијама када двоје људи имају везу без физичког контакта, као што је веза на даљину.
Сексуална напетост се често јавља између појединаца када је веза блиска и често флертујућа, али две укључене особе одлучно поричу своја осећања једно према другом. У међувремену, другим пријатељима или колегама може изгледати крајње очигледно да је таква напетост присутна између две особе. Када се људи препусте сексуалној напетости, веза може постати компликована и неугодна ако се не успостави нови ниво односа, јер однос који је постојао више не важи.
Ако особа зна шта је сексуална напетост она може да је препозна и биће јој лакше да схватите да ли између ње и друге особе постоји позитивна сексуална тензија.

## Физиолошки знаци
Иако не постоји клиничка дефиниција сексуалне напетости, постоје јасни физиолошки знаци када дође до сексуалне напетости, а то су: 
- убрзани пулс,
- повишена телесна температура,
- знојење,
- нервоза,
- анксиозност,
- промена тона гласа или начина говора,
- уобичајени показатељи да постоји сексуална напетост између две особе.

## Облици
Људи обично доживљавају две врсте сексуалне напетости. Сексуална напетост може бити:
- Позитивна, онаква каква је описали горе (где осећамо искру и жељу за другом особом)

- Негативна, у кој се особа може осећати љуто, тужно или узнемирено због својих осећања и сексуалних мисли о некоме.